# 티어스 포 피어스
티어스 포 피어스(Tears for Fears)는 영국의 뉴 웨이브, 신스팝 밴드로, 1981년 영국 바스에서 롤랜드 오자발(Roland Orzabal)과 커트 스미스(Curt Smith)가 결성했다. 모드 음악에 영향을 받은 첫 밴드 그래쥬에이트(Graduate)가 해산하면서 만들어진 티어스 포 피어스는 1980년대 초반 뉴웨이브 신세사이져 밴드로 첫 발을 내딛였다. 이후 록앤팝 주류에 합류하면서 세계적인 성공을 거두며 1980년대 중반 큰 인기를 끌었다. 이들은 MTV를 통한 영국의 2차 미국침공 물결에 속하는 밴드라고 할 수 있다.
티어스 포 피어스의 데뷔 앨범 《The Hurting》(1983)은 UK 앨범 차트 1위에 올랐고 특히 2집 《Songs from the Big Chair》는 빌보드 앨범차트 1위에 오르고 싱글차트에는 1위곡을 2개 올리는 등 미국 시장에서도 큰 성공을 거두었다. 이 앨범에는 빌보드 핫 100 차트 1위에 "Shout"과 "Everybody Wants to Rule the World" 두 곡을 올렸다. 두 번째 곡은 1986년 브릿어워드에서 최우수 영국 싱글상을 수상했다.
세 번째이자 또다른 플래티넘 앨범인 《The Seeds of Love》(1989) 발매 이후 1991년 스미스와 오자발은 갈라서게 된다. 오자발은 티어스 포 피어스 이름을 유지하며 솔로 프로젝트를 이어가면서 《Elemental》(1993), 《Raoul and the Kings of Spain》(1995) 앨범을 출시했다. 2000년 오자발과 스미스는 재결합했고 새로운 곡들을 가지고 앨범 《Everybody Loves a Happy Ending》(2004)을 냈다.

## 역사

### 형성기
오자발과 스미스는 영국 섬머셋 바스에서 십대 시절 만났다. 둘은 네온(Neon)이란 밴드의 세션 뮤지션이 되었는데 거기서 티어스 포 피어스의 드러머가 될 매니 엘리아스(Manny Elias)를 만나게 된다. 네온에는 피트 바이런과 롭 피셔도 있었는데 이들은 후에 네이키드 아이스(Naked Eyes)로 활동한다. 스미스와 오자발의 프로 뮤지션으로의 전격 데뷔는 모드 리바이벌 뉴웨이브 스타일의 그레쥬에이트(Graduate) 밴드를 통해서였다. 1980년 그레쥬에이트는 《Acting My Age》라는 앨범과 싱글 <Elvis Should Play Ska>(엘비스 프레슬리가 아니라 엘비스 코스텔로에 관한 곡이다)를 냈다. 싱글은 아쉽게 UK 100 차트에 미치지 못했는데 스페인과 스위스에서는 선전했다.
1981년 오자발과 스미스는 토킹 헤즈(Talking Heads), 피터 가브리엘(Peter Gabriel), 브라이언 이노(Brian Eno) 같은 아티스트들의 영향을 받으며 그레쥬에이트로부터 나와 히스토리 오브 헤드에이크스(History of Headaches)라는 밴드를 만드는데 이것이 얼마 지나지 않아 티어스 포 피어스(Tears for Fears)로 개명된다. 밴드명은 미국 심리학자인 아서 야노프의 프라이멀 치료법에 영향을 받은 것인데 1970년대 존 레논 등 유명인들을 치료하면서 엄청난 유명세를 얻었다. 2004년 영국 VH1과의 인터뷰에서 오자발과 스미스는 1980년대 중반 마침내 야노프 박사를 만났는데 매우 "헐리웃"화되어있고 그들이 자신을 위한 뮤지컬을 만들기를 원하는 등의 모습을 보여 환멸을 느꼈다고 했다.
티어스 포 피어스는 오자발과 스미스가 밴드의 핵을 이루고 거기에 다른 뮤지션들을 불러들여 음악을 완성해 가는 구조를 갖고 있었다. 당시 이들은 지역 뮤지션인 이안 스탠리(Ian Stanley)를 만났고 그가 자신의 집에 있는 8-트랙 스튜디오를 사용할 수 있게 해주었다. 스탠리는 키보드 연주를 도와주었고 2개의 데모를 녹음한 이후 티어스 포 피어스는 1981년 A&R 매니져인 데이브 베이츠를 통해 영국의 포노그램 레코드(Phonogram Records)와 계약을 맺었다. 이들의 첫 싱글 <Suffer the Children>(데이빗 로드 제작)은 같은 레이블에서 1981년 11월에, 다음 싱글인 <Pale Shelter>(마이크 하울렛 제작)는 1982년 3월에 출시되었는데 두 곡 모두 성공적이지 못했다.

### 《The Hurting》과 세계적 성공(1982-1983년)
이들이 첫번째로 성공의 맛을 본 것은 세 번째 싱글인 <Mad World>로 1982년 11월 영국에서 3위에 올랐다. 그리고 1983년 3월 첫 앨범 《The Hurting》이 발매되었다. 첫 앨범과 두번째 앨범에 걸쳐 키보드와 작곡을 맡은 이안 스탠리와 드러머 매니 엘리아스는 정규 밴드 멤버로 여겨지기는 했지만 스미스와 오자발이 여전히 핵심 프론트맨이자 밴드의 공식 얼굴이었다.
크리스 휴스와 로스 컬럼이 제작한 이 앨범은 기타와 신세사이져 기반에 오자발의 쓰라린 유년시절의 기억과 프라이멀 치료에 대한 그의 관심이 가사로 담겨진 곡들로 이루어져 있다. 이 앨범은 큰 성공을 거두었고 영국에서 1위에 올랐고 차트에는 65주간 머물면서 플레티넘 경지에 다다랐다. 다수의 나라들에서도 탑 20위에 들었고 <Mad World> 싱글은 필리핀과 남아프리카에서 탑 5위에, <Change>는 호주, 캐나다, 아일랜드, 이스라엘, 이탈리아, 네덜란드, 필리핀, 폴란드, 남아프리카에서 탑 40에 들었다. 미국에서도 빌보드 핫 100에 처음으로 진입하는 곡이 되었다. 그리고 재녹음한 <Pale Shelter>는 필리핀에서 탑 10에 들었다. 이 세 개의 싱글 모두 영국에서는 탑 5위에 들었다.
1983년 말 티어스 포 피어스는 두 번째 앨범 작업을 하는 와중에 활동 공백을 메우기 위해 약간 실험적인 싱글 <The Way You Are>를 내놓았다. 12월에 국내 공연 투어까지 벌였으나(이 투어는 <My Mind's Eye> 라이브 비디오로 출시) 이 싱글은 영국에서 탑 30에 들었을 뿐 이전 싱글들이 이루었던 성공에는 미치지 못했다. 이 싱글은 많은 부분 샘플링과 프로그램된 리듬들로 구성되어 있어 이전 티어스 포 피어스 음악과는 다른 방향으로 가고 있었다. 1996년 B-사이드 모음 앨범인 《Saturnine Martial & Lunatic》속지에 보면 "이 때가 우리가 방향전환을 해야 한다는 것을 깨달은 시점이었다"고 쓰여있다.

### 《Songs from the Big Chair》앨범과 세계적 성공 (1984-1986년)
1984년 초 티어스 포 피어스는 새로운 싱글 <Mothers Talk>를 새 제작자 제레미 그린과 함께 만든다. 하지만 결과물에 만족하지 못하고 다시 크리스 휴즈를 제작자로 불러들여 다시 만든 <Mothers Talk>를 1984년 8월에 발매했다. 이전의 음악 스타일과 결별한 이 싱글은 영국 탑 20에 올랐으며 뒤이은 싱글 <Shout>(1984년 11월 발매)가 이들의 전세계적 성공의 시작을 알리게 된다.
영국 탑 5에 들어간 <Shout>는 이들의 두 번째 앨범 《Songs from the Big Chair》(1985년 2월 발매)의 성공가도를 닦았다. 이 앨범은 영국 앨범 차트 2위에 올랐고 상위권에서 12개월간 머물렀다. 두 번째 앨범에는 첫 앨범을 주도했던 신시팝 분위기는 사라지고 그 이후 티어스 포 피어스의 스타일이 된, 더 세련되고 정교한 사운드가 담겼다. 오자발과 스탠리, 그리고 제작자인 휴즈가 그 핵심이 되어 만들어 낸 새로운 티어스 포 피어스 사운드가 담긴 《Songs from the Big Chair》는 그 해 전세계적으로 베스트셀러가 되면서 결국 영국에서 트리플 플레티넘을, 미국에서는 1985년 여름 앨범 차트 1위에 5주간 머물며 퀸터플 플레티넘에 오른다.
앨범 타이틀은 책과 TV 미니시리즈로 나왔던 《시빌(Sybil)》에서 영감을 얻은 것으로 다중인격장애가 있는 여인이 정신분석가의 "큰 의자"에서 피난처를 찾는 내용이었다. 오자발과 스미스는 앨범에 들어있는 곡 하나하나가 자신들에게 있어서는 독특한 인격을 갖고 있는 듯이 느껴진다고 말하기도 했다. <The Big Chair>라는 제목의 노래도 만들었는데 <Shout> 싱글 B-사이드에만 들어가고 앨범에는 포함되지 않았다.
이 앨범의 성공은 여러 싱글들의 줄지은 성공과 연계되어 있다: <Mothers Talk>(1986년 미국 발매를 위해 또 재녹음), <Shout>(영국 4위, 미국, 호주, 캐나다, 독일, 네덜란드, 스위스에서 1위를 비롯, 다수의 지역에서 큰 인기를 누렸고 사실상 1980년대 최고의 히트곡 중 하나이다), <Everybody Wants to Rule the World>(영국과 아일랜드에서 가장 높은 순위인 2위에 올랐고 미국과 캐나다에서는 1위), <Head over Heels>(영국 12위, 미국 3위, 아일랜드 5위, 캐나다 8위), 〈I Believe>(소울풍으로 재녹음)(영국 23위, 아일랜드 10위).
앨범 발매 이후 이들은 세계 투어에 나서서 그 해 후반부를 보냈다. 그 중에 주목할 만한  1985년 5월 몽트뢰 골든 로즈 록 앤 팝 페스티벌도 포함되어 있다. 1985년 9월 티어스 포 피어스는 뉴욕의 라디오 시티 뮤직홀에서 열린 1985년 MTV 비디오 뮤직 어워드에서 <Shout>를 연주했다. 한편 세계 투어를 하는 중 오자발과 스미스는 캔사스 시티의 호텔 바에서 연주하고 있던 미국 여성 가수이자 피아노 연주자인 올레타 아담스(Oleta Adams)를 발견하고 그녀를 다음 앨범에 협업하자고 초청한다. 그 해 말 비디오 모음과 다큐멘터리를 담은 《Scenes from the Big Chair》를 출시했다.
티어스 포 피어스는 1986년 2월, 길고 힘들었던 빅체어 월드 투어를 마쳤고 1986년 브릿 어워드에서 <Everybody Wants To Rule The World>로 최우수 영국 싱글상을 수상한다. 또한 최우수 영국 그룹과 최우수 영국 앨범 부문에, 그리고 크리스 휴즈는 최우수 제작자 후보에 올랐다. 시상식에서 이들은 수상곡을 연주했는데 이후 얼마 안있어 그룹을 떠난 드러머 매니 엘리아스에게는 이것이 최후의 공적 무대가 되었다.
같은 해 오자발과 스탠리는 Mancrab이라는 사이드 프로젝트를 진행했고 《카라테 키드 파트 II》에 사운드트랙으로 들어간 <Fish for Life>라는 싱글을 냈다. 이곡은 오자발과 스탠리가 함께 쓰고 제작했는데 노래를 한 이는 미국의 가수이자 댄서인 에디 토마스(Eddie Thomas)로 <Everybody Wants To Rule The World>의 뮤직비디오에서 춤을 추었던 댄서들 중 하기이기도 했다.

### 라이브 에이드
1985년 7월 13일, 티어스 포 피어스는 필라델피아 JFK스타디움에서 열린 라이브 에이드 자선공연에 출연하기로 예정되어 있었는데 그날 아침, 출연할 수 없다고 통보했다 (사실 이들이 동의하기도 전에 출연홍보가 나갔다). 대신 필라델피아 지역에 팬층이 두터운 블루스록 그룹인 조지 쏘로굿 앤드 더 디스트로이어스(George Throrgood and the Destroyers)이 출연했다. 취소에 대한 공식적 입장은 두 명의 연주자인 앤드류 샌더스(기타)와 윌 그레고리(색소폰)이 계약만료로 그만두었기 때문이라는 것이었다. 이 둘은 이후 알란 그리피스(기타), 조세핀 웰스(색소폰)으로 교체되어 나머지 월드 투어를 마감하게 된다. 출연을 못하는 대신 이들은 토쿄, 시드니, 런던, 뉴욕 공연 수익금을 기부하기로 약속했다.
여기에 더해 히트곡 중 하나를 약간 편곡하여 재녹음한 싱글을 밴드 에이드의 자매격인 영국의 스포츠 에이드 후원을 위해 발매했다. 스포츠 에이드는 여러 사람들이 아프리카 기근 구조 모금을 위해 달리기를 하는 프로젝트였다. 스포츠 에이드의 슬로건은 "나는 세계를 달린다(I Ran the World)"였고 이에 맞춰 티어스 포 피어스는 <Everybody Wants to Run the World>를 발매했다(영국 5위, 아일랜드 4위). 또한 밴드 에이드의 1984년 싱글인 <Do They Know It's Christmas?> 작업에도 간접적으로 참여했는데 곡의 도입부에 <The Hurting>에서 따온 샘플을 느리게 돌린 것이 삽입된 것이다.

### 《The Seeds of Love》(1987–1990년)
1989년 세 번째 앨범 《The Seeds of Love》가 아직 발매되기 전, 제작비가 백만 파운드가 넘는다는 이야기가 기사로 나왔다. 이안 스탠리가 티어스 포 피어스의 멤버로서는 마지막으로 함께 한 이 앨범은 오자발과 키보드 연주자인 닉 홀랜드가 대부분의 곡을 썼다. 닉 홀랜드는 1985년 밴드와 함께 "빅 체어" 투어를 함께 한 연주자다. 수개월에 걸쳐 여러 스튜디오들을 전전하며, 또 여러 제작자들과 함께 작업하다가 결국 모든 것을 백지화하고 엔지니어 데이브 바스콤(Dave Bascombe)과 함께 자신들이 직접 제작하기로 결정하였고 잼 세션에서 녹음한 것들의 많은 것들을 편집했다. 제작 기간이 길어지면서 밴드 기획사는 재정적 어려움에 봉착했고 최대한 빨리 앨범이 출시되어 부채를 갚을 수 있기만을 기대하는 상황이었다.
이 앨범은 티어스 포 피어스의 전설적 사운드를 담고 있으면서도 재즈, 블루스에서부터 비틀즈에 이르는 여러 영향들이 증폭되어 있는데 특히 히트 싱글인 <Sowing the Seeds of Love>의 경우 비틀즈의 영향이 돋보이는 곡이다. 두 번째 싱글 <Woman in Chains>에서는 필 콜린스가 드럼으로, 올레타 아담스가 보컬로 참여했으며 영국, 캐나다, 프랑스, 아일랜드, 이탈리아, 네덜란드, 스웨덴, 미국에서 탑 40에 들었다.
이 앨범은 세계적인 성공을 거두면서 영국 앨범 차트 1위를 비롯하여 미국과 여러 국가에서 탑 10위에 들었고 세계적으로 밀리언 셀러가 되었다. 이후 장기간의 <Seeds of Love> 월드 투어를 통해 부채를 갚아나가기 시작했다. 1990년 5월 캘리포니아 산타 바바라에서의 공연은 《Going to California》라이브 비디오로 이후 출시되었고 연이은 싱글들인 <Advice for the Young at Heart>과 <Famous Last Words> 역시 차트에서 선전했다.
《Tears for Fears - The Seeds of Love》라는 64페이지 짜리 부록 책자가 1990년 버진북스에서 출판되었고 여기에는 오자발, 홀랜드, 아담스 등의 작곡과 제작과 앨범 녹음 과정에 대한 심도 깊은 내용들과 함께 수록곡들의 악보와 희귀한 홍보 사진들이 담겼다.

### 해체와 솔로 활동 (1991-1992년)
《The Seeds of Love》 이후 오자발과 스미스는 험악한 관계로 인해 1991년 갈라서게 된다. 오자발의 복잡다단하고 파괴적인 제작방식에 대한 스미스는 작업의 속도를 늦추고 서서히 가자는 의견의 충돌이 그 이유였다고 알려졌다. 또한 설상가상으로 이 앨범이 나오기 전 스미스의 결혼생활도 파탄이 났다.
해체의 또 다른 요인으로 꼽을 수 있는 것은 메니져 폴 킹이 1990년 파산선고를 했으나 이후 그것이 사기였음이 드러난 사건도 한 몫 했다. 오자발과 스미스는 1982년 킹스 아웃로 메니지먼트 에이전시와 계약한 이래 10년간 관계를 유지해 왔었다. 여기에서는 또한 팬클럽인 티어스 포 피어스 월드 서비스를 1983년에서 1986년까지 운영하기도 했다. 1980년대 말에 에이전시는 심각한 부채에 시달렸으며 이들의 재정적 불일치를 발견한 오자발은 점차 불만이 쌓여간 반면 스미스는 킹을 해고하기를 원치 않았다. 결국 아웃로 에이전시는 1990년 거의 백만 파운드에 가까운 부채를 껴안고 파산 선언을 했다. 이후 2004년 다른 사업들에서 사기행각이 발각된 킹은 기소되어 3년반 사기죄로 복역을 하게 되었고 동시에 이후 10년간 회사를 운영할 자격을 박탈당한다.
스미스가 떠난 이후 오자발은 밴드의 이름을 유지하면서 1992년 싱글 <Laid So Low (Tears Roll Down)>를 낸다. 이 싱글은 영국이나 국제적으로 탑 20위에 들었던 모든 싱글들을 모은 앨범인 《Tears Roll Down (Greatest Hits 82-92)》홍보 차원에서 발매되었다. 이 앨범은 영국에서 2위에 오르며 더블 플레티넘 앨범이 되었고 프랑스, 이탈리아, 뉴질랜드 등지에서도 탑 10위에 안에 들었다.
스미스는 1993년 뉴욕으로 이주하였고 첫 솔로 앨범 《Soul on Board》를 냈다. 이 앨범은 상업적으로 실패했고 스미스는 단지 앨범 계약 때문에 냈을 뿐이라며 여러 번에 걸쳐 이 앨범에 대해 스스로 혹평했다. 1995년 작곡가이자 제작자인 찰튼 페터스를 만났고 둘은 (자신들의 표현에 의하면) "오가닉"적인 파트너가 되었고 단순하고 멜로디 위주의 곡들을 만들어 집에서 빈티지 아날로그 장비를 가지고 녹음 작업을 했다. 이 결과물들은 1997년 《Mayfield》라는 이름으로 발매되었고 단기간의 미국 투어도 했다.

### 2차 라인업: 《Elemental》과 《Raoul and the Kings of Spain》(1993-1996년)
1993년 오자발은 티어스 포 피어스의 이름을 계속 유지하면서 앨범 《Elemental》을 발매한다. 오랫동안 협업해온 알란 그리피스와 공동제작자 팀 팔머와 함께 만든 이 앨범에서 나온 싱글 <Break It Down Again>은 영국, 캐나다, 프랑스, 이탈리아에서 탑 20에 올랐고 이후 성공적인 월드 투어를 이어간다. 여기에는 미국에서의 캠퍼스 투어도 포함되었는데 미국에서 <Break It Down Again>은 25위까지 올랐다.
이 앨범은 영국, 프랑스, 이탈리아에서 탑 10에 들었고 탑 30에 들은 나라들도 몇 있다. 미국에서는 이전 두 정규 앨범에 비해 낮은 순위에 올랐지만 (45위) 50만장 이상 팔리면서 골드 디스크의 지위를 획득했다. 싱글로 나온 <Cold>, <Elemental>, <Goodnight Song>은 몇몇 지역에서 어느 정도 성공을 거두었다. <Cold>의 가사 중에는 전 매니저인 폴 킹에 대한 혹독한 비판의 내용이 담겨 있는데 "킹은 계산대에 손이 낀 채로 잡혔다. 너의 계산기는 어디 있느냐? 네 유산으로 남겨 놓았느냐? King got caught with his fingers in the till. Where's your calculator - did you leave it in your will?"는 구절이 그것이다.
오자발은 계속 그리피스와 팔머와 작업하면서 또 하나의 티어스 포 피어스 이름이 붙은 앨범인 《Raoul and the Kings of Spain》을 1995년 발매했다. 좀 더 사색적인 내용이 담긴 이 앨범에는 오자발이 자신의 스페인 전통에 천착하며 새로이 라틴 음악의 영향을 도입했다. 라울은 원래 오자발의 부모가 그에게 지어주고 싶은 이름이었고 또한 그의 아들에게 붙여준 이름이기도 하다. 오자발은 이 앨범이 컨셉트 앨범은 아니라고 했지만 내용들을 관통하는 가족적 관계에 대한 주제가 보인다. 올레타 아담스와도 다시 함께 작업한 듀엣곡 <Me and My Big Ideas>도 포함되어 있다.
티어스 포 피어스의 이전 기준으로 볼 때 이 앨범은 그만한 성공을 거두지는 못했는데 타이틀곡을 싱글로 발매한 것이 영국에서 탑 40에 들어갔고 후속 싱글 <God's Mistake>은 그보다 못한 성적을 거두었다. 앨범 발매는 마지막 순간 레이블을 머큐리에서 에픽(소니의 계열사)으로 바꾸면서 거의 1년간 지연되었고 이미 머큐리에서 홍보를 시작하면서 혼란도 가중되었다. 곡 순서는 사측 요구로 변경되었고 소니는 앨범을 발매하면서 계약을 연장하지 않았다. 라틴 아메리카를 포함한 월드 투어가 이어졌는데 오자발은 자신의 고향인 영국에서는 런던에서 한 번의 공연만을 했다.
1996년 B-사이드 모음집인 《Saturnine Martial & Lunatic》이 머큐리를 통해서 발매되었는데 여기에는 B-사이드 곡들을 포함하여 전성기였던 1982-93년 동안에 만들어졌던 희귀한 곡들이 담겼다. 속지에 들어간 글에서 오자발과 크리스 휴즈는 팬들에게 작곡하는 과정과 잊고 싶은 곡들에 대한 유머러스한 자아 비판에 관한 내용들을 넣었다.

### 리마스터와 다른 프로젝트들
1999년 머큐리 레코드는 티어스 포 피어스의 첫 세 앨범을 리마스터링하고 B-사이드와 리믹스, 익스텐드 버전 등을 더해서 새로이 발매했다. 크리스 휴즈가 제작을 맡았고 속지에는 새롭게 쓰여진 앨범에 관한 구체적 내용들과 음악에 관한 새로운 설명들이 들어갔다.
1990년대 후반에 음반사들이 인수 합병되는 과정 속에서 티어스 포 피어스의  백 카탈로그는 유니버설 뮤직 산하로 들어가게 되었다.
오자발은 아이슬란드의 싱어송라이터인 에밀리아나 토리니(Emilíana Torrini)의 1999년 앨범인 《Love in the Time of Science》의 제작 및 약간의 작곡 작업을 한 이후 알란 그리피스와 다시 팀을 이루어 자신의 이름으로 《Tomcats Screaming Outside》라는 솔로 앨범을 이글 레코드 산하에서 발매했다. 티어스 포 피어스의 음악이 기타 위주로 되어가고 있는 가운데 솔로 앨범은 일렉트로닉 스타일이 주를 이루었다.

### 재결합 《Everybody Loves a Happy Ending》
2000년 정기적인 절차에 의해 오자발과 스미스는 서로간의 계약을 갱신해야 하면서 스미스가 영국으로 들어왔고 (오자발은 영국에 아직 거주하고 있었다) 둘은 저녁 식사를 하면서 새로운 앨범 작업을 함께 하기로 했다.
작곡 작업에는 찰튼 페터스(스미스와 1990년대 중반부터 함께 작업해온 파트너)도 함께 했고 6개월 내에 14개의 곡을 쓰고 녹음을 마쳤다. 이렇게 하여 만들어진 앨범 《Everybody Loves a Happy Ending》은 아리스타 레코드에서 2003년 후반부에 나올 예정이었는데 아리스타의 임원진이 교체되면서 계약을 접고 뉴도어 레이블로(유니버설 뮤직 계열사) 갈아타면서 발매일은 2004년 9월로 미뤄진다. 이후 두 번의 미국 투어가 이어졌고 그 중 캔사스 시티에서 열린 공연에서는 미리 연습도 없이 올레타 아담스가 게스트로 출연하여 <Woman in Chains>를 불렀다. <Who Killed Tangerine?>이라는 곡은 영화 《피버 피치》에 사용되기도 했다.
《Everybody Loves a Happy Ending》은 영국과 유럽에서 2005년 3월에 거트 레코드를 통해 출시되었고 앨범이 나오기 바로 전에 싱글 <Closest Thing to Heaven>이 발매되어 10년만에 처음으로 다시 탑 40에 진입했다. 이 싱글을 위한 홍보 비디오에는 할리웃 여배우인 브리타니 머피가 뜨거운 풍성을 타고 나오는 컬러풀한 판타지로 만들어졌다. 유럽에서는 ELAHE 세션에서 녹음된 14의 트랙이 전부 들어간 앨범이 나왔고 (미국에서는 12개만 들어갔다) 4월에 영국 공연장들에서 투어가 이어졌다.
2005년 6월 파리의 파르크 데 프랭스 스타디움에서 가졌던 공연은 《Secret World - Live in Paris》라는 제목의 CD와 DVD로 프랑스와 베네룩스에서 2006년 초 XIII 비스 레이블로 발매되어 7만장 이상이 팔리면서 베스트셀러가 되었고 이후 다운로드도 많이 이루어졌다. CD에는 새곡 <Floating Down the River>와 함께 커트 스미스/메이필드의 곡 <What Are We Fighting For?>의 리마스터 버전이 들어갔다. XIII 비스와의 작업이 성공적으로 마무리되면서 스미스는 비교적 소규모인 이 프랑스 음반사를 통해 그의 2007년 솔로 앨범 《Halfway, Pleased》를 발매하기도 했다.
2006년 유니버설 뮤직에서 《Songs from the Big Chair》앨범을 또다시 재발매했다. 이번에는 2 디스크 호화판으로 B-사이드 및 희귀한 곡들을 포함시켜 1999년 리마스터 버전보다 확장되었다. 하지만 밴드 측에서 원했던 가사는 포함되지 않았고 대신 사진들과 새로 쓰여진 내용의 24 페이지의 속지가 첨가되었다. 수록된 28곡은 4가지 부분으로 분류되는데 첫 번째 디스크에는 오리지널 앨범에 더하여 1999년 리마스터 버전으로부터 가져온 여러 B-사이드 곡들이 들어갔다. 여기에는 이전에 한정판으로만 나왔던 <The Working Hour>의 피아노 버전도 포함되었다. 두 번째 디스크는 7인치 싱글들 모음과 (위에서 언급했던 <The Way You Are>를 비롯하여 재녹음한 〈I Believe>와 <Mother's Talk>의 1986년 US 리믹스 버전과 함께 여러 12인치 리믹스들이 들어갔다).
2009년 8월, 《Raoul and the Kings of Spain》앨범도 체리 레드 레코드사에서 재발매되었다. 원래 출시되었던 시기에 만들어졌던 7개의 보너스 B-사이드 곡들도 포함되었다.

### 2010년-현재

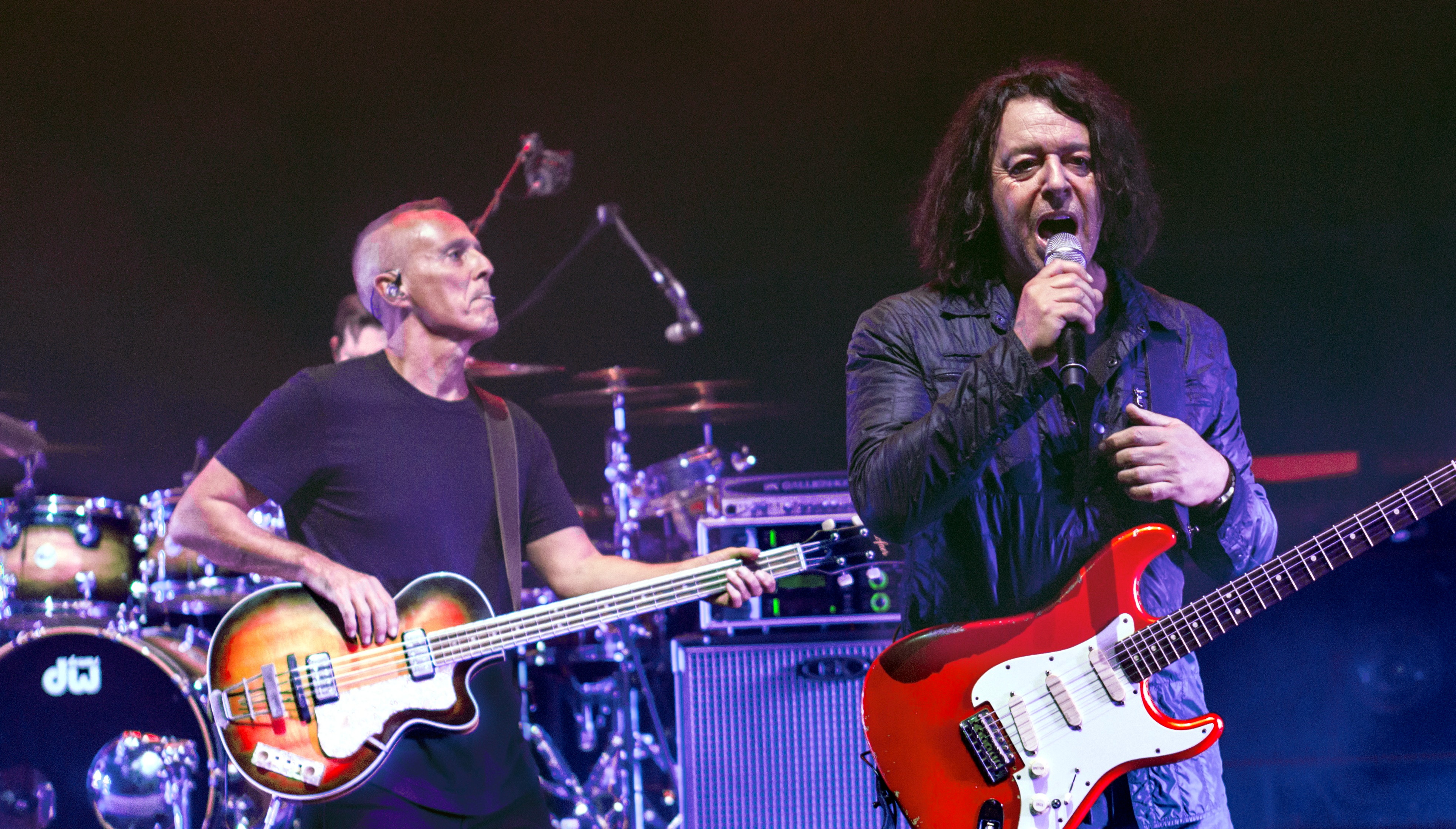
티어스 포 피어스, 2017년

2010년 4월, 티어스 포 피어스는 1980년대 그룹이었던 스판두 발렛(Spandu Ballet)dml 재결성 투어 중 소주와 뉴질랜드에서 있었던 7일간의 공연에 함께한 후 자체 투어를 동남아(필리핀, 싱가폴, 홍콩, 대만)에서 4일간, 미국에서 17일간 벌였다.
2011년과 2012년 티어스 포 피어스는 미국, 일본, 한국, 마닐라와 남미에서 공연을 펼쳤다.
2013년 5월 스미스는 새로운 티어스 포 피어스 곡들을 오자발과 찰튼 페터스와 함께 쓰고 녹음하고 있다고 했다. 몇 개의 곡은 영국에 소재한 오자발의 홈스튜디오인 넵튠스 키친에서 2013년 4월 작업하였고 7월에는 로스엔젤스에서 작업을 이어갔다. 오자발은 더욱 어두워지고 드라마틱한 음악을 만들고 있다고 하면서 "미친 소리 같겠지만 포티스헤드와 퀸을 섞어 놓은 것 같은 곡도 있다>고 말하기도 했다. 2013년 8월 티어스 포 피어스는 거의 10년만에 자신들의 곡을 사운드클라우드를 통해 발표했는데 여기에는 아케이드 파이어의 <Ready to Start> 리메이크가 포함되었다. 2014년에 들어서 이 곡은 레디 보이 앤드 걸스?(Ready Boy & Girls?)라는 밴드의 3곡짜리 10인치 비닐 EP에 담겨서 레코드 스토어 데이를 통해서만 한정 판매되었다. 이 EP에는 핫칩(Hot Chip)의 <Boy From School>과 애니멀 콜렉티브(Animal Collective)의 <My Girls>의 리메이크도 함께 담겨 있었다. 세 곡 모두 밴드가 7번째 스튜디오 앨범을 제작하기 위한 "킥스타트" 프로젝트로 녹음된 것이었다. 2014년 10월 BBC 라디오와의 인터뷰에서 오자발은 현재 워너 뮤직 그룹에 소속되어 있으며 새 앨범을 위한 5-6곡들의 녹음을 마쳤다고 했다.
데뷔 앨범 《The Hurting》발매 30주년을 맞아 유니버설 뮤직은 두 종류의 호화판이 출시되었다. 하나는 2 디스크 세트고 다른 하나는 1983년 <In My Mind's Eye> 공연 DVD가 포함된 4 디스크 세트로 2013년 10월에 나왔다. 두 번째 앨범인 《Songs From The Big Chair》호화판은 2014년 11월 10일에 출시되었는데 6-디스크 세트로 각종 희귀 녹음들과 함께 두 장의 DVD가 포함되었다. 2014년 11월 12일에는 ABC 방송의 지미 킴멜 라이브!에 출연하여 <Everybody Wants To Rule The World>를 연주했다. 2015년 중반에는 미국과 캐나다에서 각종 공연을 펼쳤다.
2016년 7월 티어스 포 피어스는 10년이 넘게 하지 않았던 영국에서의 공연을 개시했다. 7월 29일 뉴마켓 경마장에서 열린 뉴마켓 나이트 페스티벌에서의 공연을 시작으로 7월 31일 도르셋의 룰워스 캐슬에서 열린 캠프 베스티벌에서 메인 순서로 연주하면서 마감했다. 이는 1990년 넵워스 이후 영국 페스티벌에 처음으로 참여한 것이다. 이후 2016년 9월과 10월에 걸쳐 다시 미국과 캐나다에서 투어를 벌였다.
2017년 티어스 포 피어스는 홀 앤드 오츠(Hall & Oates)와 공동으로 이스라엘 및 북미 투어를 벌였고 7월 8일에는 런던의 하이드 파크에서 열린 브리티시 섬머 타임 페스티벌과 9월 22일 브라질의 록 인 리오 페스티벌에 참여했다. 2017년 7월에 있었던 인터뷰에서 오자발은 임시로 《The Tipping Point》라는 이름을 붙인 새 앨범을 작곡자이자 제작자인 사챠 스카벡과 협업하고 있다며 <My Demons>, 〈I Love You But I'm Lost>, <End of Night>, <Up Above the World> 등 곡명 몇 개를 언급했다. 캐나다 시리우스XM과의 인터뷰에서는 2017년 10월 예정인 새 앨범 발매에 관해 워너 뮤직과 계약을 맺었기는 했으나 유니버설 뮤직에서 워너 뮤직 측에 앨범 판권을 구입하고 싶다며 접근해 왔었다고 밝히기도 했다.(유니버설은 티어스 포 피어스의 이전 곡들 대부분에 관한 저작권을 갖고 있다).
2017년 10월 26일, 티어스 포 피어스는 BBC 라디오 2 주관의 콘서트 시리즈로 런던의 BBC 라디오 극장에서 65분 라이브 세트를 가졌고 이는 BBC 레드 버튼 서비스로 라디오와 TV로 방송되었다. 그리고 그 다음날 밤에는 2005년 이후 처음으로 영국에서 정규 공연을 런던의 로얄 알버트 홀에서 가졌다. 공연이 있기 전인 10월 12일, 모음집 앨범 《Rule The World - The Greatest Hits》에 포함되어 있는 신곡 〈I Love You But I'm Lost>가 싱글로 발매되었다. 앨범은 2017년 11월 10일에 유니버설뮤직에서 발매되었는데 지난 6개의 앨범에서 뽑은 14개의 톱 40 히트곡들과 함께 두 개의 신곡이 포함되었다.  2017년 10월에 티어스 포 피어스는 앨리슨 모예트(Alison Moyet)와 함께 2018년 4-5월에 걸쳐 11일간의 영국 경기장 투어 계획을 발표했었는데 구체적 내용은 밝혀지지 않은 건강상의 이유로 2019년으로 연기되었다.
티어스 포 피어스는 2019년 여름, 6월 18-19일 햄튼 코트 팰리스 페스티벌을 필두로 6월 21일의 델라미어 숲에서의 포레스트 라이브 페스티벌과  6월 22일 블렌하임 팰러스에서의 녹턴 라이브 콘서트 시리즈 등 영국과 유럽의 페스티벌들에 참여했다.

## 멤버
| 현재 멤버 - 롤랜드 오자발 – 기타, 키보드, 리드/백 보컬 (1981년-현재) - 커트 스미스 – 베이스, 키보드, 백/리드 보컬 (1981-1991년, 2000년-현재) | 과거 멤버 - 매니 엘리어스 – 드럼, 퍼커션 (1981–1986년) - 이언 스탠리 – 키보드, 백보컬 (1981–1987년) |

타임라인

## 음반 목록
- The Hurting (1983)
- Songs from the Big Chair (1985)
- The Seeds of Love (1989)
- Elemental (1993)
- Raoul and the Kings of Spain (1995)
- Everybody Loves a Happy Ending (2004)
- The Tipping Point (2022)
- Songs for a Nervous Planet (2024)